# 不孝
不孝（ふこう、ふきょう）
- 中国と日本の律令法で、祖父母・父母に対して犯す犯罪または犯罪類型。唐では十悪の一つ、日本では八虐の一つ。
- 中世の日本で、祖父母・父母が子孫に対してその家族関係の断絶を宣言すること。義絶（ぎぜつ）と同義。江戸時代以後には勘当と呼ばれた。
- 近世以後現代においては、子孫が祖父母・父母に精神的負担をかける反道徳的行為のこと。→親不孝

## 律の「不孝」罪

### 秦以前の不孝の罪・刑
春秋・戦国時代の諸国の刑法は伝わっていないが、『孝経』には「三千ある五刑のうち不孝より大きな罪はない」とあり、『周礼』地官上は郷八刑の第一に「不孝の刑」を挙げる。道徳的訓戒のための誇張とも読めるが、秦代に不孝が死刑相当だったことからみて、これが実際の刑罰を反映していた可能性がある。

### 秦の律
1975年発見の睡虎地秦墓竹簡によって、秦の律が不孝を死刑にあたる罪として罰したことが明らかになった。免老から不孝を告発された場合に容疑者をただちに捕らえるべきであること、親が子を不孝をなしたと告発したという想定での文案の二例がある。いずれも告発者が「殺を求める」ものである。どのような行為が不孝にあたるかは記されておらず、親がそう決断したことが、不孝の証として十分とみなされたようである。
この発見をふまえてみると、『史記』には不孝が理由で死罪となったとおぼしき事件が一つある。始皇帝が子の扶蘇に与えた（と趙高が偽作した）詔は、父を誹謗し太子になれないことを怨んだのが不孝であるとして自殺を命じた。この事件では、父の悪口を言うことが死に値する不孝とされた。

### 漢の律
1980年代に見付かった張家山漢墓竹簡（張家山漢簡）の奏讞書には、律で不孝は棄市になるとあった。斬首してさらし首である。他人に不孝をさせるのは黥（いれずみ）して城旦舂（重い懲役）となった。その場合、公士以上の爵（二十等爵）を持つ者かその妻は労役のみで黥を免れた。
何が不孝にあたるかを具体的に列挙した規定は知られていないが、子が親を扶養しないことは不孝であったようである。また、秦代のように、親が子を告発することで、容易に死刑にさせることができた。前漢では実際に死刑になった例が史書に散見される。
後漢でも律はそのままだったようだが、死刑の判決は下らず、刑が緩くなった。儒教の浸透が関係していると考えられる。

#### 漢代の不孝事件
以下は『漢書』『後漢書』で漢代に不孝が犯罪として論じられた例である。
- 恢説 - 父を殺そうとする。あるいは謀反して父を連座させようとする。不孝・謀反、大逆無道。法に従って処罰（おそらく棄市）[12]。
- 劉爽 - 父が劉爽の不孝を告発する。あるいは劉爽が父を告発したことが不孝とされる。棄市。
- 姓名不詳 - 養母を妻とし、笞打つ。木に磔して弓で射殺[13]。
- 劉雲 - 父を毒殺。無処罰[14]。事実無根か。
- 劉晃 - 母を誣告。斉王から蕪湖侯に降格[15]。
- 劉剛 - 母を誣告。利侯として治める戸数を減らす[15]。
- 陳元 - 母に不孝を告発される。亭長の仇覧が諭し取り下げ[16]。
- 程興と3人の弟 - 継母の李穆姜を憎み不孝をしたが悔いて自首。赦された[17]

### 秦漢律から唐律へ
秦漢と唐の間の律は詳しくわかっていない。南北朝時代の北斉は、減刑や贖罪の対象にならない重罪十条を定め、その第8に不孝を置いた。隋・唐で十悪の一つとして不孝を置き、日本では八虐の一つに不孝を置いた。北斉の重罪十条が減刑・贖罪から外されるのは唐の十悪と同じで、列挙された十は多少の文字の違いがあるがほぼ同じである。
北斉と隋の律の内容はわからないので、秦漢の不孝と唐の不孝をと比べると、様々な違いがある。まず、秦漢の不孝は、様々な行為が含まれるものの、一つの犯罪であった。唐では様々な行為が別々に犯罪とされ、それらをまとめる犯罪類型が不孝であった。秦漢では死刑で、唐以降は死刑にはならなかった。秦漢では特別に赦されたり減刑されたりすることが多かったが、唐以降の律は恩赦や減刑を認めないことを建前とした。
多くの共通点・継承点もある。親の扶養をしないことは、秦漢で不孝になる行為とみなされ、唐で不孝を構成する犯罪の一つに数えられた。つまり、どちらの時代でも不孝である。親に対する告発は、秦漢では受理しないことが決められていたが、不孝ではなかった。唐では不孝の一つとして刑を科した。不孝と呼ばれたり呼ばれなかったりするが、法の趣旨は同じである。秦漢と唐には量刑に大きな違いがあるが、刑の緩和は後漢において事実上進んでいた。

### 唐の律
唐律では、十悪の一つに不孝を掲げた。複数の罪をまとめた犯罪類型である。

### 日本の律
大宝律令・養老律令においては名例律によって定められた八虐の1つである。
子（あるいは孫）が父母（あるいは祖父母）に対して行うことが違法となる行為を指し、訴訟を起こすこと、呪詛すること、罵詈を浴びせること、父母（祖父母）の許可なく勝手に戸籍や財産を分けて独立すること、父母（祖父母）の喪中（1年間）に婚姻すること、音楽などの娯楽にふけったり喪服を脱ぐこと、父母（祖父母）の死を聞いても悲しまずに平然としていること、父母（祖父母）が死んだと偽ってその妾と通じることが挙げられた。これらの行為は徒罪の対象であり、特に父母（祖父母）への訴訟は死罪の1つである絞に処せられて、皇族や公卿でも減刑されることが無い重罪とされた。なお、中国の律令法では、父母（祖父母）に対する供養の欠如も不孝とされていたが、日本の律令法には導入されなかった。

## 中世日本の親子完結断絶
中世においては、律令法とも現代のものとも違い、父母（祖父母）側より子（孫）に対して関係を絶つ行為を指す。
公家法と武家法では条件が一部異なるが、教令違反・孝養の欠如あるいは不始末・向背（命令・指示違反）・不行跡・敵対行為などの非行行為の存在が挙げられ、具体的な証拠がなくても父母（祖父母）側の主張によって認められた。不孝と認定された子は家から放逐され、嫡子としての家督継承権や財産の相続権なども全て剥奪され、既に分与・継承された財産は没収されて父母（祖父母）のもとに戻された（悔返）。
なお、義絶もほぼ同一であるが、父母（祖父母）側は内外にその事実を公表して証拠となる義絶状を作成すること、子（孫）が犯罪を犯しても連座の対象にならないことに違いがあった。もっとも、南北朝時代には単なる不孝でも死後の紛糾を避けるために証拠文書などの作成が必要となり、不孝は義絶の別称となった。更に室町時代に入ると、本来は主従間の関係断絶行為であった勘当という行為が家族内にも適用されて不孝・義絶と同じ法的効果をもたらすようになり、不孝という言葉は使われなくなった。そのため、江戸時代以後は父母（祖父母）が子（孫）との関係を絶つことを「勘当」、それ以外の親族による縁戚関係断絶行為一般を「義絶」と称するようになった。